# Architecture néo-byzantine en Russie impériale

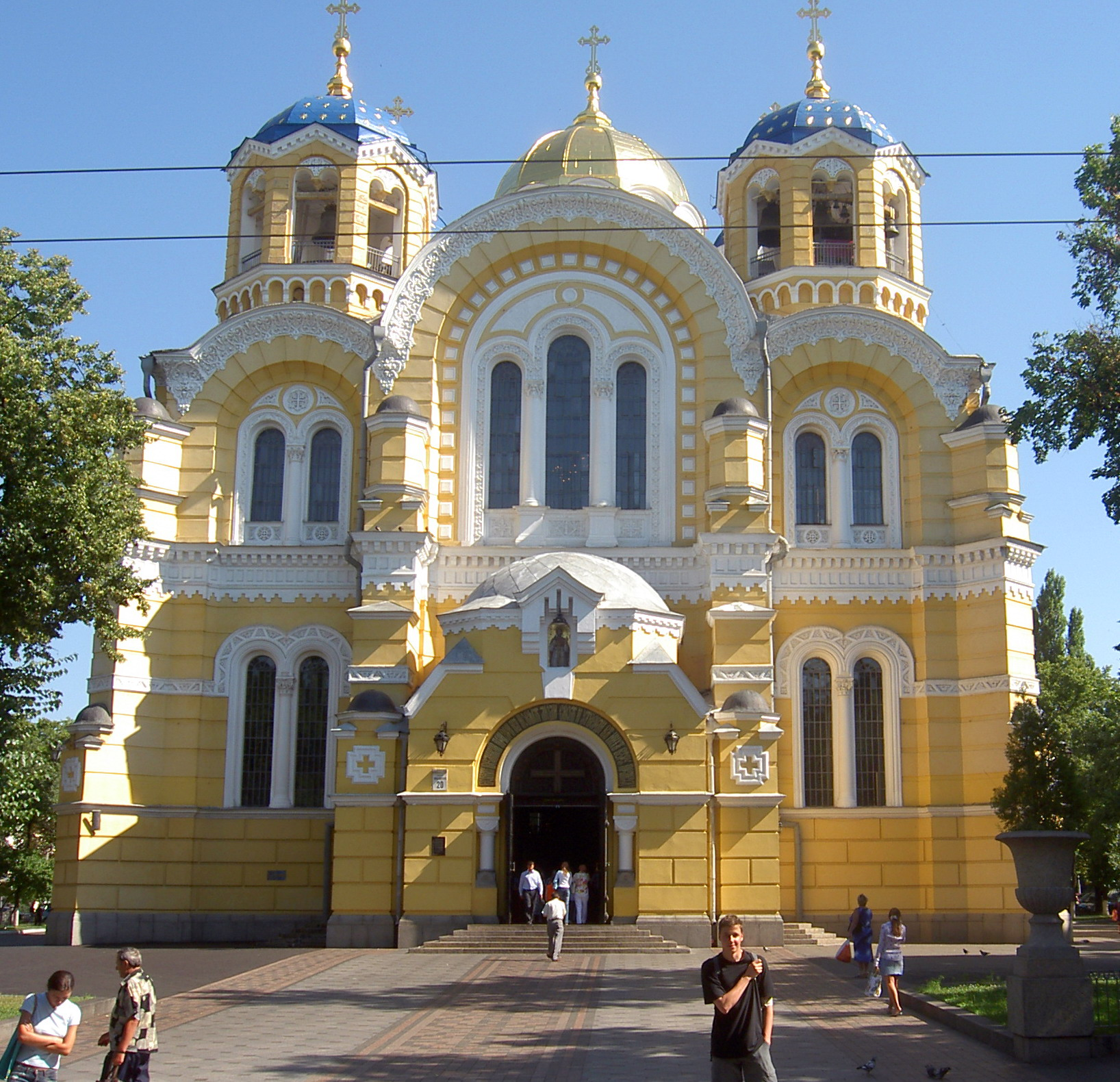
Cathédrale Saint-Vladimir de Kiev, construite entre 1859 et 1889, dont les plans sont approuvés en 1852

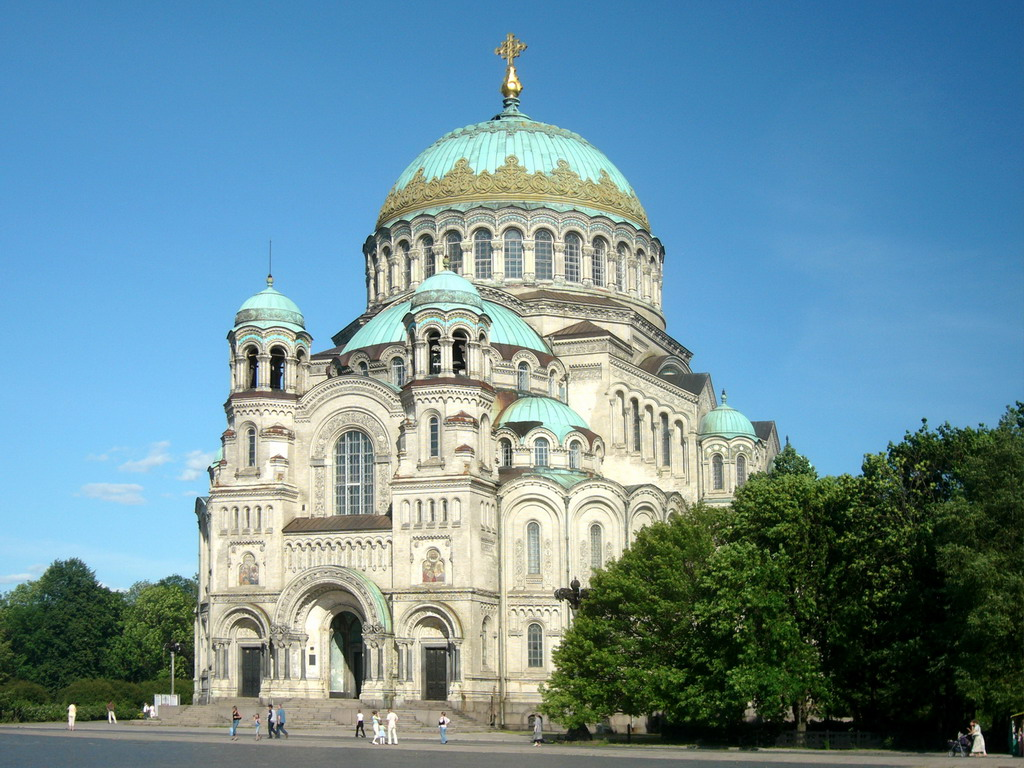
La cathédrale navale de Cronstadt, construite entre 1903 et 1913

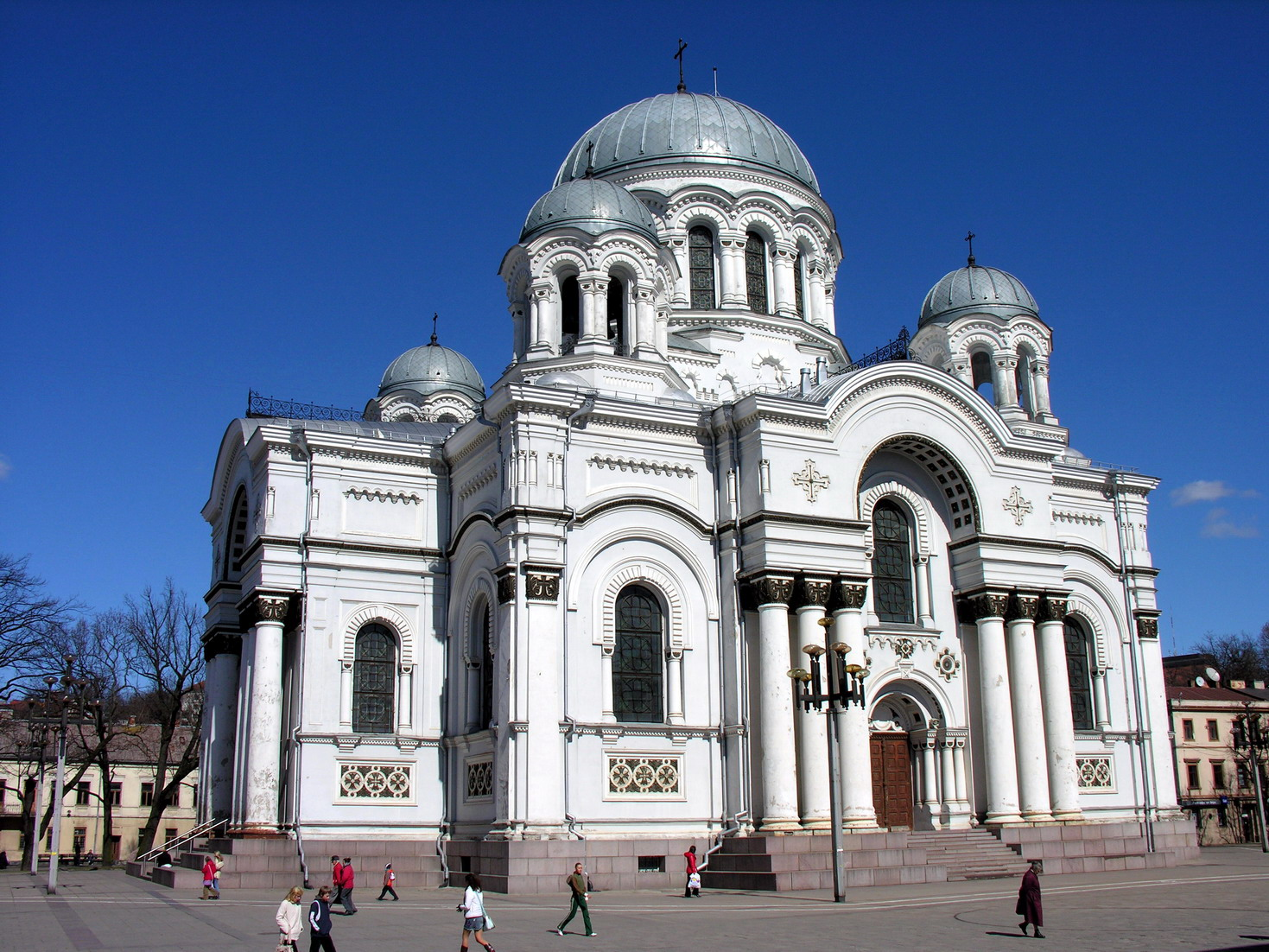
L'église Saint-Michel-Archange (Kaunas), église de garnison construite entre 1891 et 1895

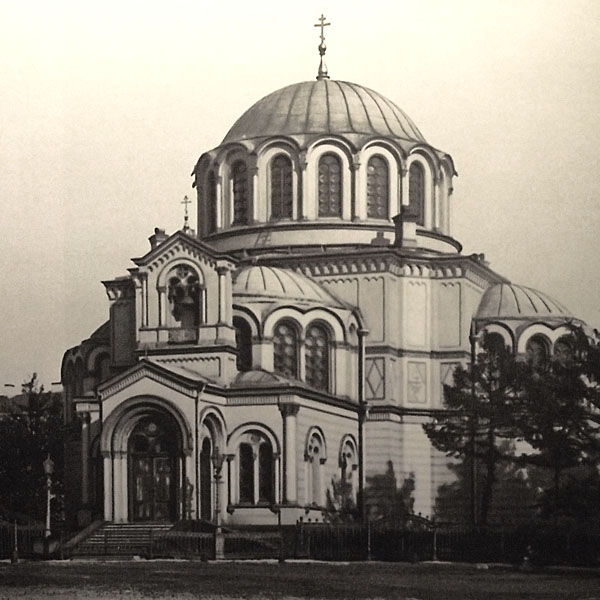
L'église Saint-Dimitri de Saint-Pétersbourg, aujourd'hui détruite, exemple des débuts du néo-byzantin dans la capitale impériale (construite entre 1861 et 1866)

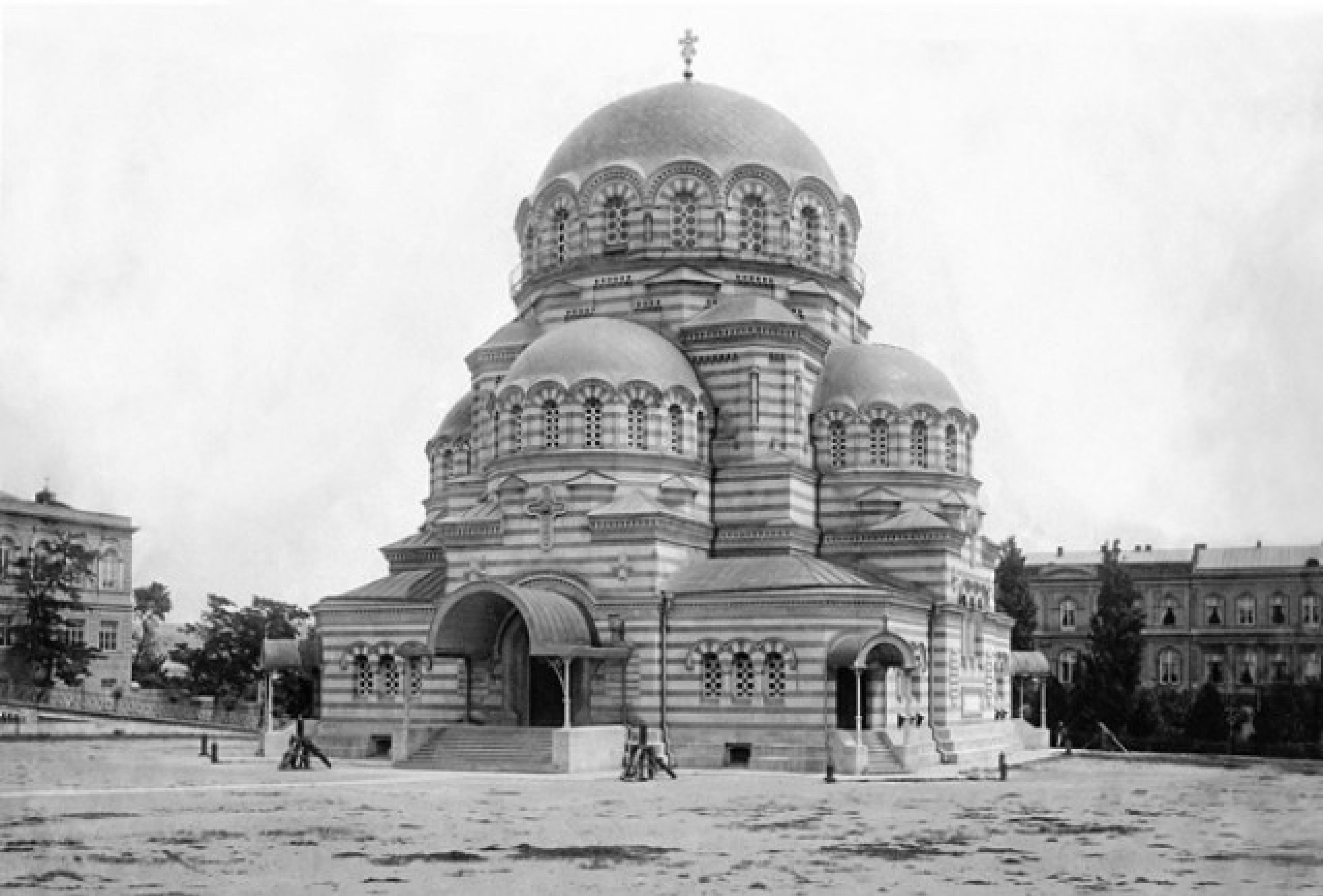
Cathédrale Saint-Alexandre-Nevsky à Tiflis

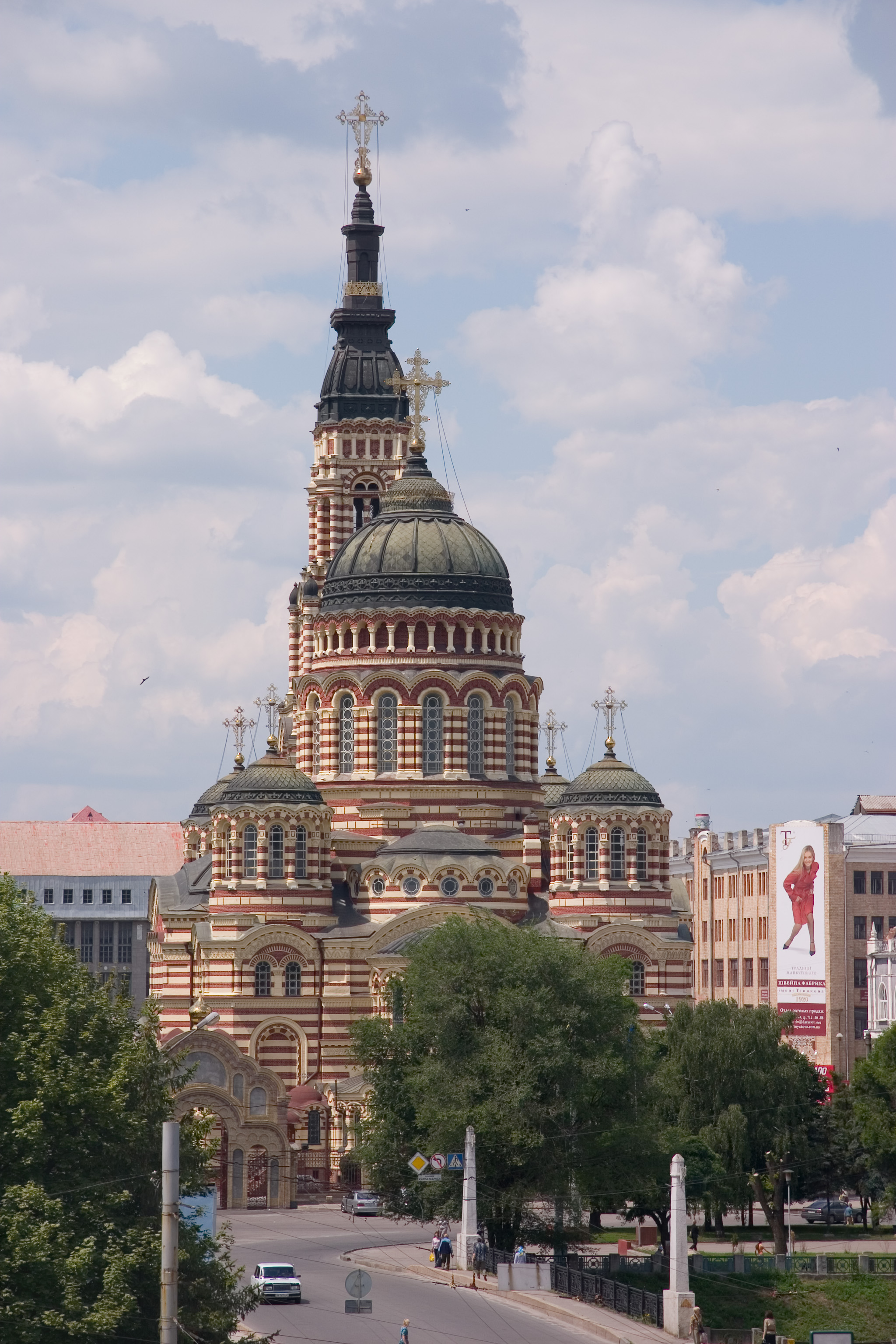
Église de l'Annonciation à Kharkov (1888-1901)

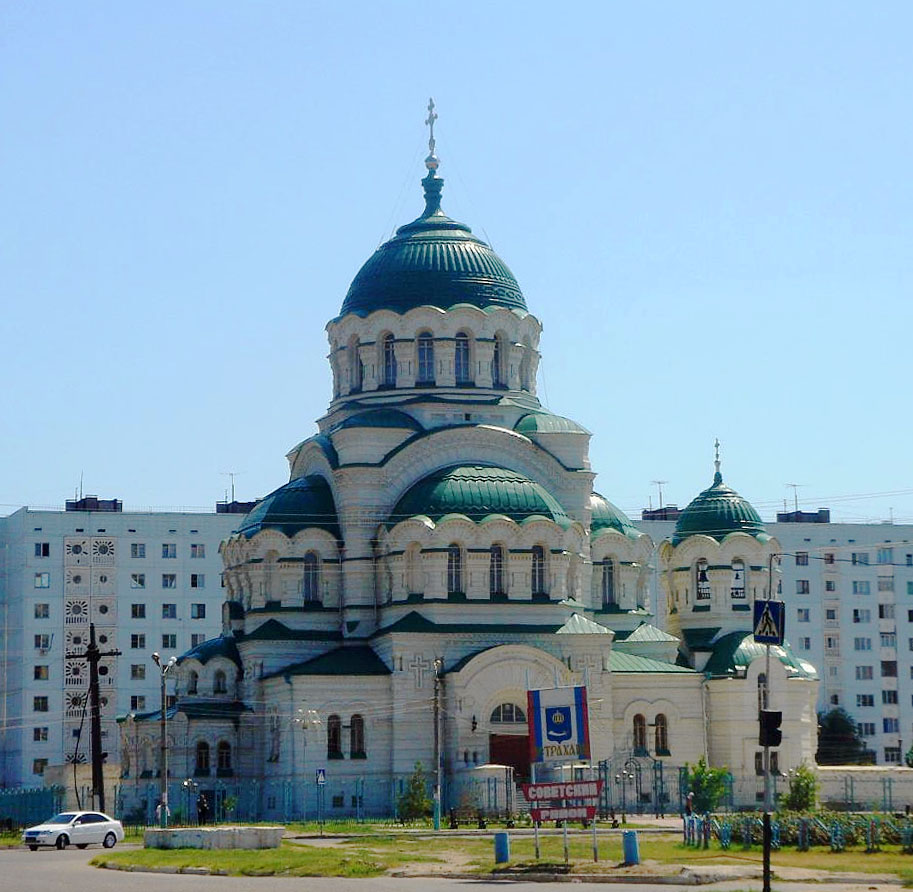
Cathédrale Saint-Vladimir d'Astrakhan (1888-1904)

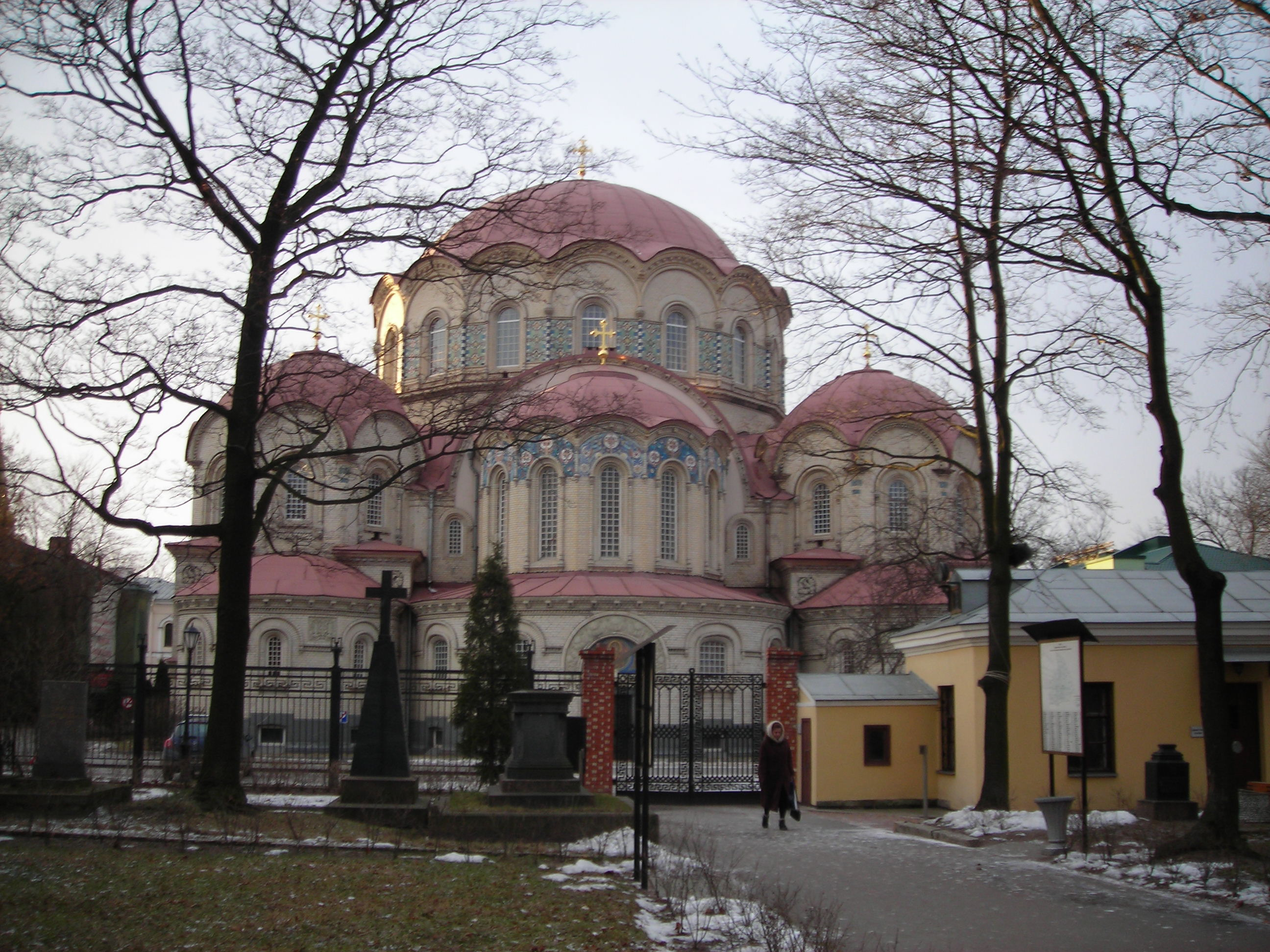
Église Notre-Dame-de-Kazan, au cimetière de Novodiévitchi de Saint-Pétersbourg (1908-1915)

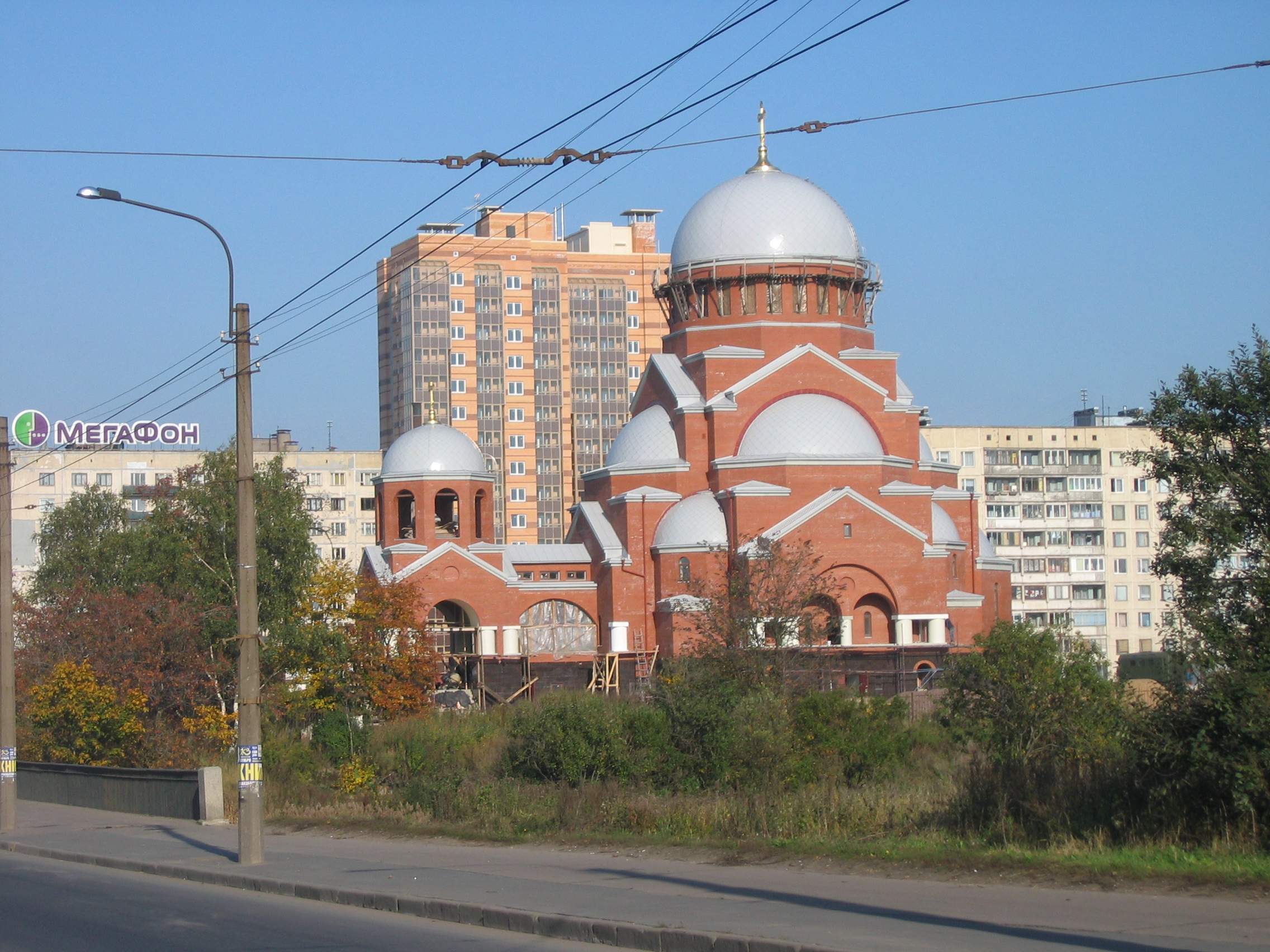
Église de la Présentation en construction à Saint-Pétersbourg

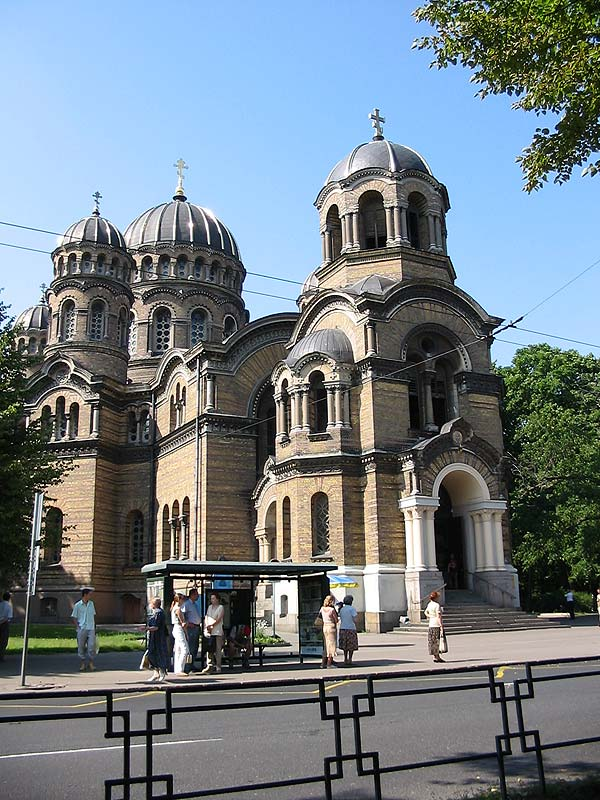
Cathédrale de la Nativité de Riga

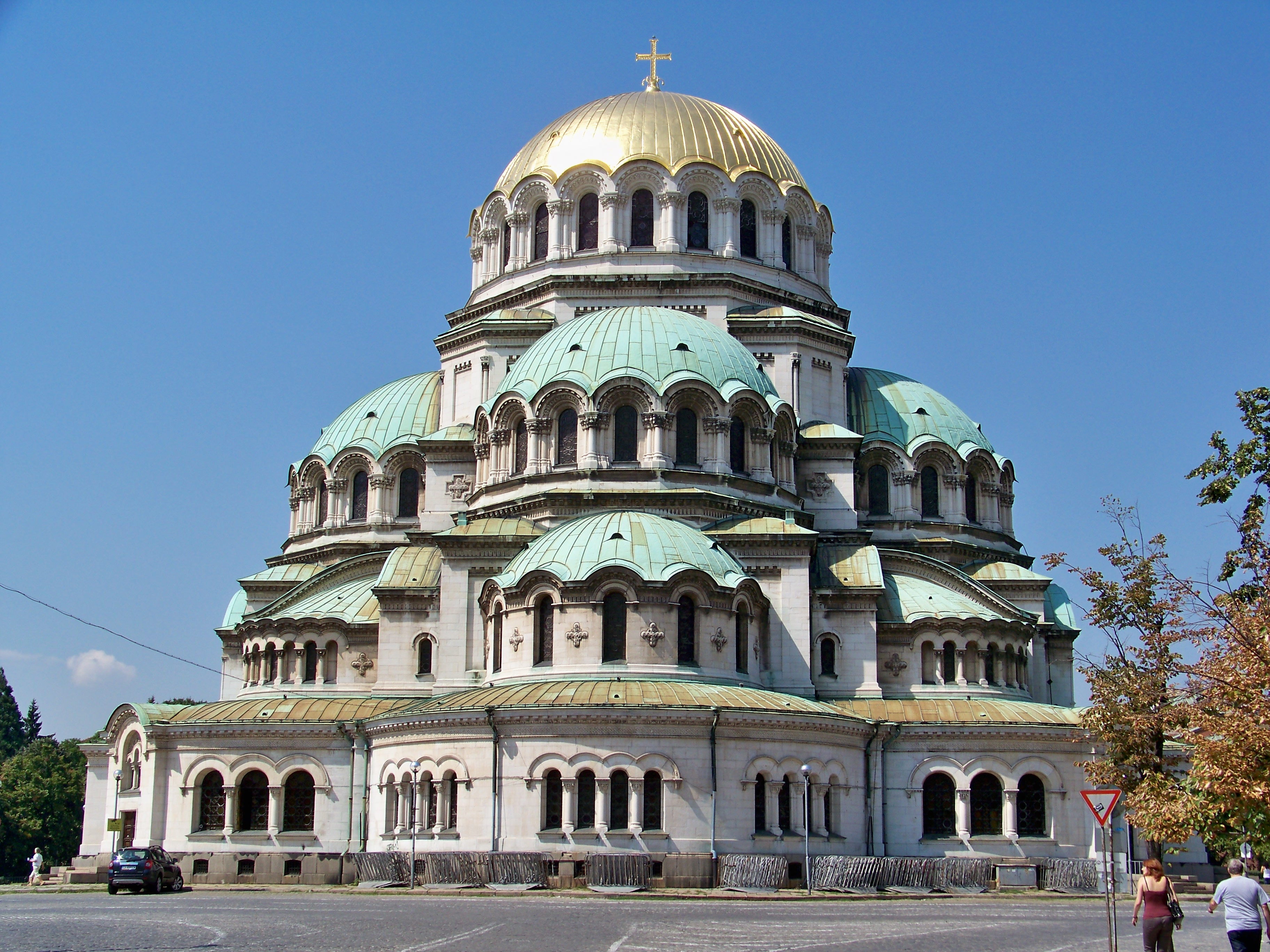
Vue de la cathédrale Saint-Alexandre-Nevsky de Sofia

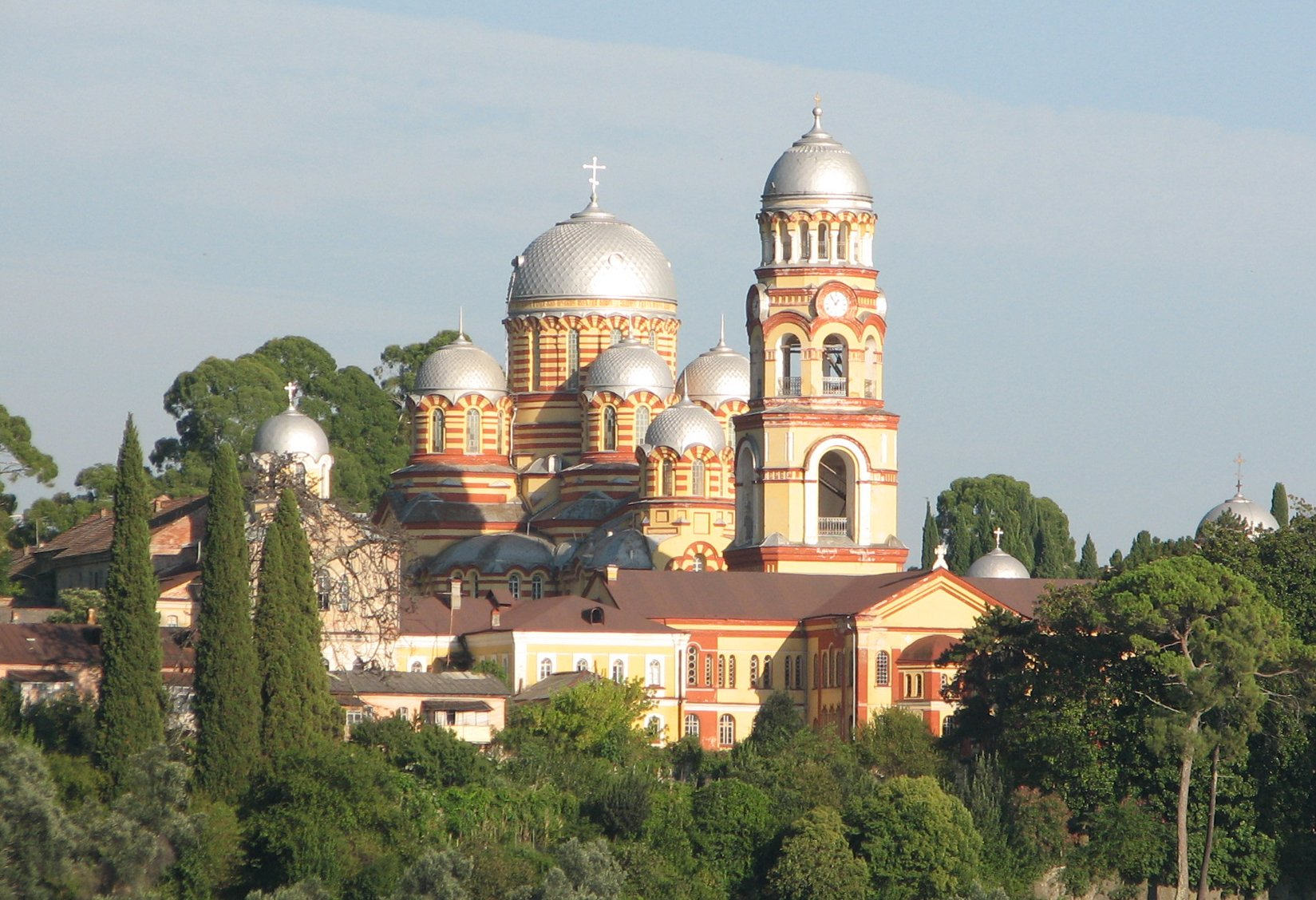
Vue du monastère du Nouvel Athos en Abkhazie

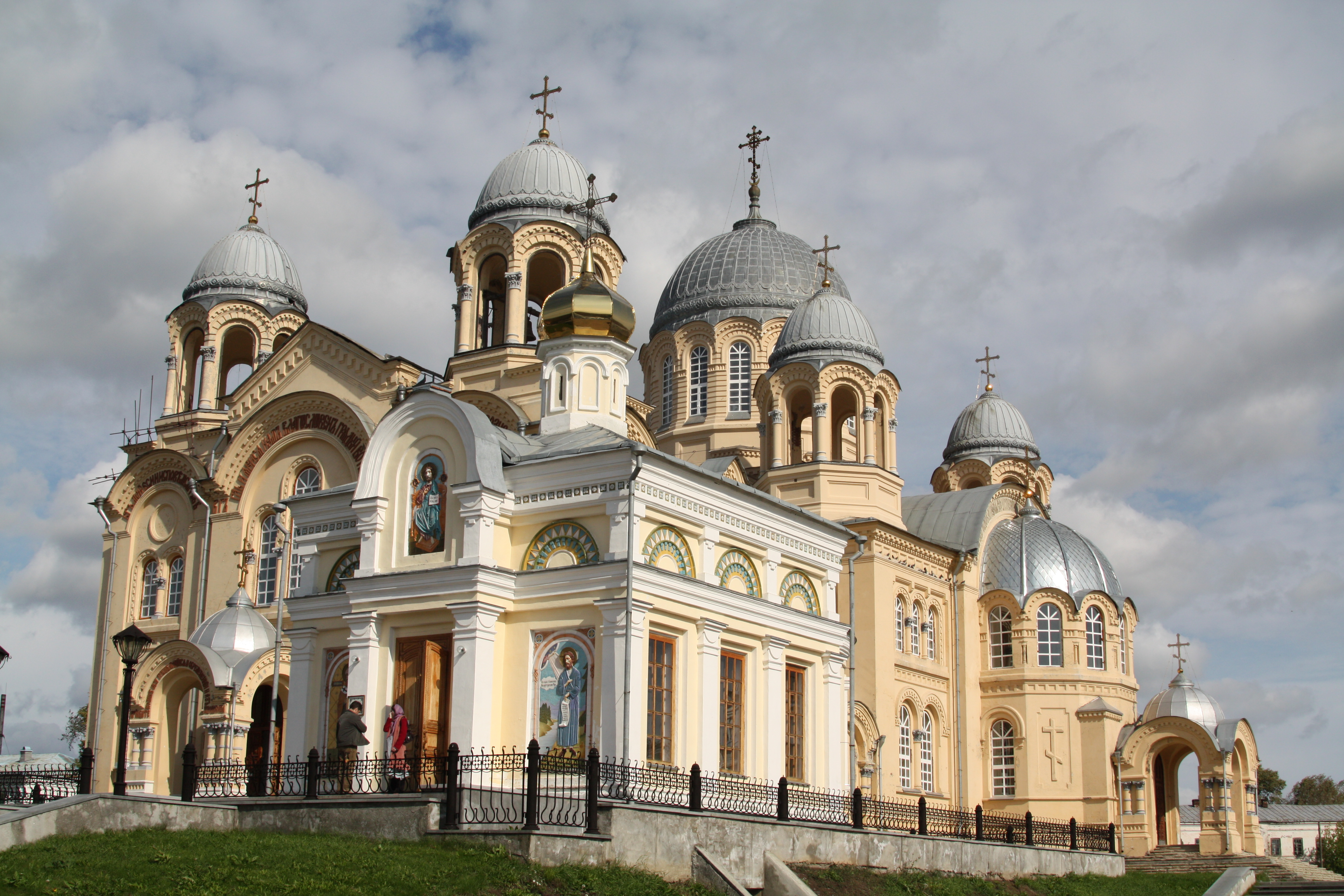
L'église de l'Exaltation de la Sainte-Croix au monastère de Verkhotourié de style néo-byzantin éclectique (au second plan)

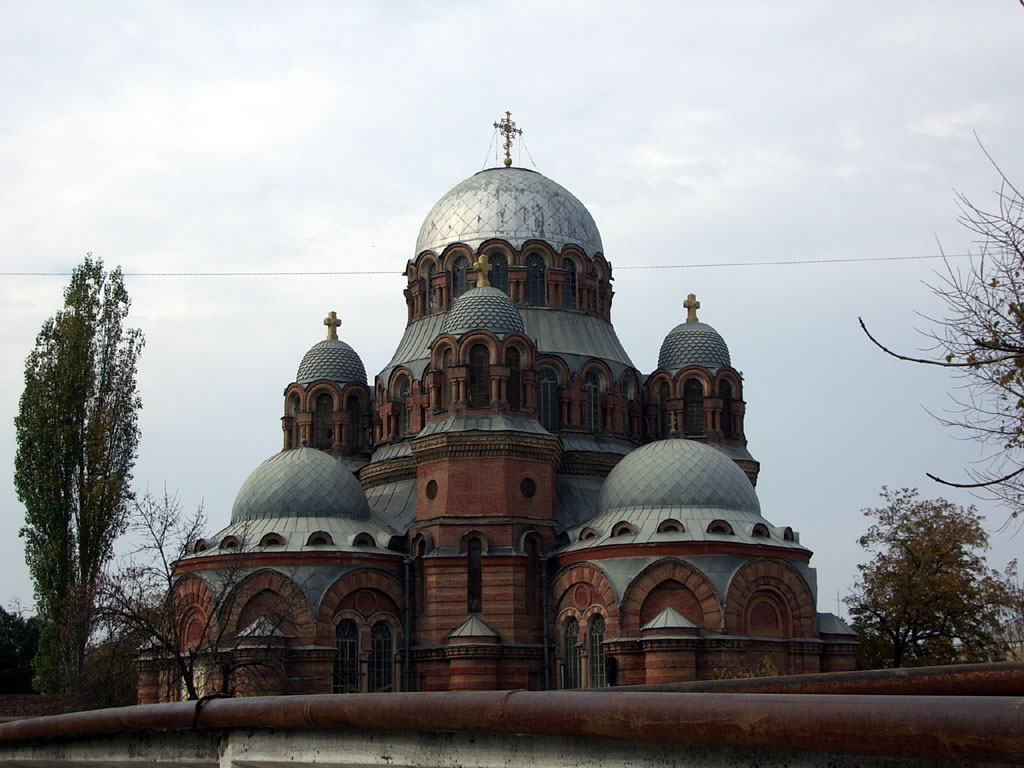
Église de Khassaviourt au Daguestan

L'architecture néo-byzantine est apparue en Russie impériale autour de 1850 et devient particulièrement prisée pour l'architecture religieuse, pendant le règne d'Alexandre II (1855-1881). Le style byzantin remplace ainsi le style russo-byzantin en vogue depuis Constantin Thon.
Bien que sous Alexandre III le style néo-russe soit préféré par les architectes officiels, l'architecture néo-byzantine continue de prospérer pendant les treize années de son règne (1881-1894) et jusqu'en 1917. Ce style est aussi apprécié à l'étranger, aussi bien en Angleterre, qu'en France, en Allemagne, dans les Balkans ou aux États-Unis. Cependant c'est à Saint-Pétersbourg et en Crimée qu'il est né.

## Histoire
L'architecture néo-byzantine est avant tout une architecture religieuse, les quelques bâtiments profanes que l'on trouve, surtout sous le règne de Nicolas II, sont des hôpitaux ou des maisons d'accueil de pèlerins. Quelques éléments s'en rattachent pour la gare de Kiev à Moscou.

### Les débuts
La fin du règne d'Alexandre Ier, empereur victorieux de Napoléon dans un Empire en pleine extension, est le style néo-classique, appelé style Empire en Russie. C'est alors le seul style autorisé pour les bâtiments publics et les églises officielles. Nicolas Ier met en avant le style éclectique de Constantin Thon qui mélange des éléments russes, byzantins et classiques. La Russie connaît donc au tournant des années 1840 et 1850 une grande variété de styles, allant du néo-russe au néo-gothique, en passant par le néo-classique et un retour au rococo, mais les années 1850 marquent la Russie qui étend ses territoires vers l'Orient et le Sud. Contrairement aux autres puissances (Angleterre, France) qui étendent leur empire colonial au-delà des mers, la Russie, elle, élargit ses frontières sur terre et appuie les populations orthodoxes en Europe, encore sous le joug ottoman. La Russie consolide ses possessions à l'Ouest (Pologne, Nouvelle Russie), au sud (Caucase, pourtour de la Mer Noire) et intervient dans la Question d'Orient qui l'oppose à l'impérialisme anglais. Après la Guerre de Crimée qui isole l'Empire russe, les savants, historiens, archéologues, etc. se tournent vers l'art byzantin, et les Lieux Saints, tenus par l'Empire ottoman, l’homme malade de l'Europe. La Russie émet une réflexion d'envergure sur ses racines religieuses, ce qui a un prolongement sur sa politique étrangère et sa position de grande puissance par rapport aux autres puissances européennes (l'Allemagne en train de réaliser son unité et de créer une dynamique pangermaniste, l'Angleterre et la France consolidant leurs empires coloniaux sur d'autres continents et l'Autriche-Hongrie se posant en concurrente dans les Balkans).
L'architecture néo-byzantine est donc la traduction du nouveau positionnement de l'Empire russe par rapport à son destin de grande puissance.
Nicolas Ier, personnellement d'éducation allemande, n'aimait pas l'art byzantin, mais c'est l'Académie impériale des beaux-arts avec ses études byzantines (Byzantium) qui le met en avant.
La première église néo-byzantine à être approuvée officiellement est la cathédrale Saint-Vladimir de Kiev en 1852. Le lien est fait entre le style russe de Novgorod la Grande et Sainte-Sophie de Constantinople. Elle est financée sur fonds privés, mais le manque de fonds dû à la guerre ne permettra son achèvement que trente ans plus tard. C'est après la mort de l'empereur que sont construits l'intérieur de l'église Saint-Serge-de-Radonège au monastère de Strelna par Alexeï Gornostaïev en 1859 et une petite chapelle du Palais Marie de Saint-Pétersbourg par Grigori Gagarine en 1860 (voir dans la galerie).

### L'approbation impériale
Le prince Grigori Gagarine avait servi en tant que diplomate à Constantinople auprès de la Sublime Porte et dans le Caucase. Il devient un ardent défenseur du style néo-byzantin. Il publie des études sur l'héritage grec et sur l'histoire du Caucase et se met au service de l'impératrice Marie et de sa belle-sœur la grande-duchesse Marie Nikolaïevna, protectrices des arts. La grande-duchesse, fort cultivée, était présidente de l'académie impériale des beaux-arts. L'impératrice exprime son engouement pour ce style dès 1856.
La première église à être construite et achevée en style néo-byzantin est celle dédiée à Dimitri de Salonique sur la place de Grèce à Saint-Pétersbourg. Elle est construite de 1861 à 1866 par Roman Kouzmine (1811-1867). Elle se conforme de loin au modèle de Sainte-Sophie de Constantinople, avec un dôme en forme de coupole sur une structure cubique, mais Kouzmine au lieu des deux absides habituelles en construit quatre. David Grimm (1823-1898) rehausse la structure en forme de croix. Il construit aussi entre 1858 et 1879 la cathédrale Saint-Vladimir de Chersonèse, sur les ruines d'une église grecque à Chersonèse de Tauride, lieu vraisemblable du baptême de saint Vladimir de Kiev. Alexandre II est le principal donateur de cet ouvrage. Grimm était fort apprécié de l'impératrice et de sa belle-sœur. Il avait aussi une formation d'historien et se passionnait pour l'architecture chrétienne arménienne et géorgienne. Cette église innove en présentant des absides de plan polygonal.
Si les commandes d'églises néo-byzantines sont en augmentation, les travaux ne sont achevés ou reportés qu'au règne suivant, à cause de priorités économiques différentes. Ainsi l'église mémoriale de Sébastopol approuvée en 1862, selon les plans d'Alexeï Avdeïev, ne sera construite que de 1873 à 1888. David Grimm, lui-même, aura des difficultés à terminer la cathédrale russe orthodoxe de Tiflis (aujourd'hui Tbilissi), démarrée en 1871-1872, mais dont les travaux sont interrompus jusqu'en 1889. Elle est achevée en 1897 et sera démolie par les autorités soviétiques en 1930.

### L'engouement général
La Russie entre dans une ère de prospérité sous le règne d'Alexandre III et commence son industrialisation. L'Église orthodoxe en treize ans commande plus de 5 000 lieux de culte. De nouvelles villes se développent en Sibérie, s'agrandissent au sud, en Asie moyenne, en Europe et dans les possessions occidentales de l'Empire. Il y a 47 419 églises orthodoxes dans l'Empire en 1894 et 695 cathédrales d'importance. Toutefois la majorité des églises nouvelles sont construites en style néo-russe qui était préféré des architectes de l'époque et correspondait aussi au style historiciste en vogue dans toute l'Europe d'alors.
Ainsi les deux plans retenus pour la construction de l'église du Saint-Sauveur-sur-le-Sang-versé à Saint-Pétersbourg présentent des projets néo-byzantins, mais Alexandre III les refuse et choisit celui néo-russe d'Alfred Parland, comme expression du goût dominant des dix dernières années. Cette église sera copiée de multiples fois.
Ces cinq mille nouveaux lieux de culte sont financés sur fonds privés auprès du grand public de fidèles, avec apports parfois de grands personnages ou de grandes institutions. Seules quelques églises de palais impériaux sont financées par l'État. Les églises de garnison et les églises navales sont cofinancées par les officiers, les grands personnages de l'Empire sur leur cassette personnelle, parfois l'empereur lui-même, et des souscriptions nationales. L'État intervient parfois en donateur minoritaire. Ainsi l'église de garnison du XIIIe régiment d'infanterie de Manglissi en Géorgie, bâtie pour accueillir 900 fidèles, a coûté 32 260 roubles, dont 10 000 sont fournis par le Trésor public.
La préférence pour le néo-russe ne signifie pas le rejet du néo-byzantin. Le seul style qu'Alexandre III détestait, c'était le style baroque. Il méprisait aussi le style classique, car pas assez russe. Le style néo-byzantin représentait un compromis acceptable selon lui. Certaines mélangent le style néoroman de briques, comme l'église de Tous-les-Saints de Riga, romano-byzantine. L'architecte Vassili Kossiakov formé par Nikolaï Soultanov, chantre du style historiciste, devient un architecte spécialisé en architecture byzantine. Il construit nombre d'églises à Saint-Pétersbourg et celle de Saint-Vladimir à Astrakhan dont les plans sont approuvés en 1888. Il construit aussi des églises en style néo-russe.
Les exemples d'églises néo-byzantines les plus remarquables de ce règne se trouvent dans trois zones géographiques. La première se situe à l'Ouest dans les Gouvernements de l'ancienne Pologne et de Wilno, et au sud en Nouvelle Russie et la troisième vers l'Oural, puis en suivant la construction du Transsibérien à partir de 1891. La plupart de ces projets sont présentés par des anciens élèves de l'Institut du Génie Civil de Saint-Pétersbourg ; avec quelques exemples locaux aussi, comme Alexandre Bernardazzi en Bessarabie, Alexandre Iachenko en Petite Russie, Alexandre Tourtchevitch à Perm, etc. La majorité de ces architectes suivent les modèles de Kouzmine ou de Grimm, avec les cinq dômes et les coupoles. Quelques exceptions sont notables comme l'église de l'Annonciation à Kharkov qui présente en plus un clocher, sans doute le plus haut de l'Empire après celui du Kremlin.
L'architecture néo-byzantine pénètre aussi l'architecture civile, auprès de clients privés pour leurs maisons ou pour des usines, souvent construites en briques. Parfois certains éléments, arcade, colonne ou dôme, suffisent à donner une impression à la byzantine... Ils se mêlent parfois à des éléments néo-romans, ou même mauresques, comme l'opéra de Tiflis de Victor Schroeter. Des bâtiments russo-byzantins, hôpitaux ou maisons privées deviennent à la mode. En revanche le clergé russe ne commande directement aucune église néo-byzantine entre 1876 (église Notre-Dame-de-Kazan à Kalouga) et 1898 (Cathédrale de l'Épiphanie à Dorogomilovo 1898-1910).

### L'éclectisme fin de siècle
Les goûts personnels du dernier empereur de Russie étaient divers. Il promeut à la fois l'art russe du XVIIe siècle, mais n'aime pas le style néo-russe en architecture. Personne à la Cour n'affiche de préférence particulière. La dernière commande de l'empereur est sa datcha de Peterhof, mélange de byzantin et de classique. L'amirauté commande quelques bâtiments officiels avant la désastreuse Guerre russo-japonaise, comme l'imposante cathédrale navale de Cronstadt terminée en 1913 et récemment restaurée.
En fait plusieurs styles concurrents se chevauchent. L'Art nouveau fait une entrée en force surtout dans les grandes métropoles, mais ne pénètre pas l'architecture religieuse. Toutefois les Vieux Croyants, désormais légalisés, adoptent la variante nordique de ce style.
L'art néo-byzantin inspire la cathédrale de Cronstadt, l'église Saint-Michel-Archange de Vladimir et aussi la cathédrale de Tsaritsyne, la cathédrale de Poti (1905-1907) d'Alexandre Zelenko et Robert Martfeld (renforcée avec du béton), comme la cathédrale Saint-Alexandre-Nevsky de Sofia en Bulgarie, protégée par l'Empire.
Les architectes russes de l'émigration après la Révolution d'Octobre construisent de nombreuses églises dans les Balkans grâce à la protection du roi de Yougoslavie, la cathédrale de l'Annonciation de Kharbin en Chine.

## Aujourd'hui
Les nouveaux projets d'églises dans ce style sont rares aujourd'hui, dans la vague de reconstructions d'églises en Russie depuis 1990, après les destructions des années 1930 et des années 1960. Toutefois, il y a quelques exemples heureux comme la nouvelle église de la Présentation à Saint-Pétersbourg.

## Vocabulaire du néo-byzantin
- Dôme hémisphérique. Les dômes se présentent toujours sous la forme d'un demi-globe, rarement curvilinéaire comme l'église de la Révélation-de-la-Mère-de-Dieu à Vilnius (1899-1903). Les églises ont soit un seul dôme (Kossiakov et Grimm), soit cinq dômes (majoritairement)
- Absence de corniche entre le dôme et les arches de soutien.
- Absence presque générale de stucature et de revêtement mural en maçonnerie. Préférence est donnée à la pierre ou la brique apparente.
- Parfois revêtement en alternance de deux couleurs horizontales de pierre. En vogue pour les églises de style géorgien sous le règne de Nicolas II.

## Galerie

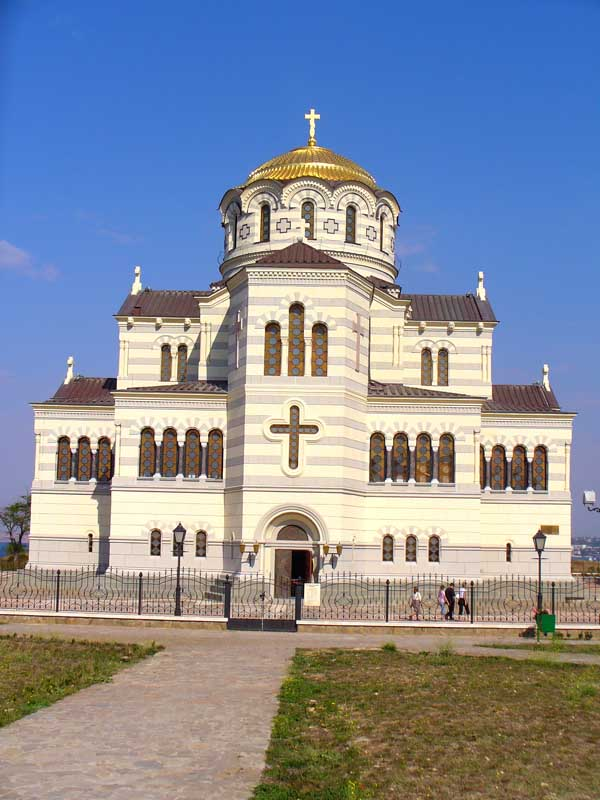
Cathédrale Saint-Vladimir de Chersonèse, d'après les projets de David Grimm
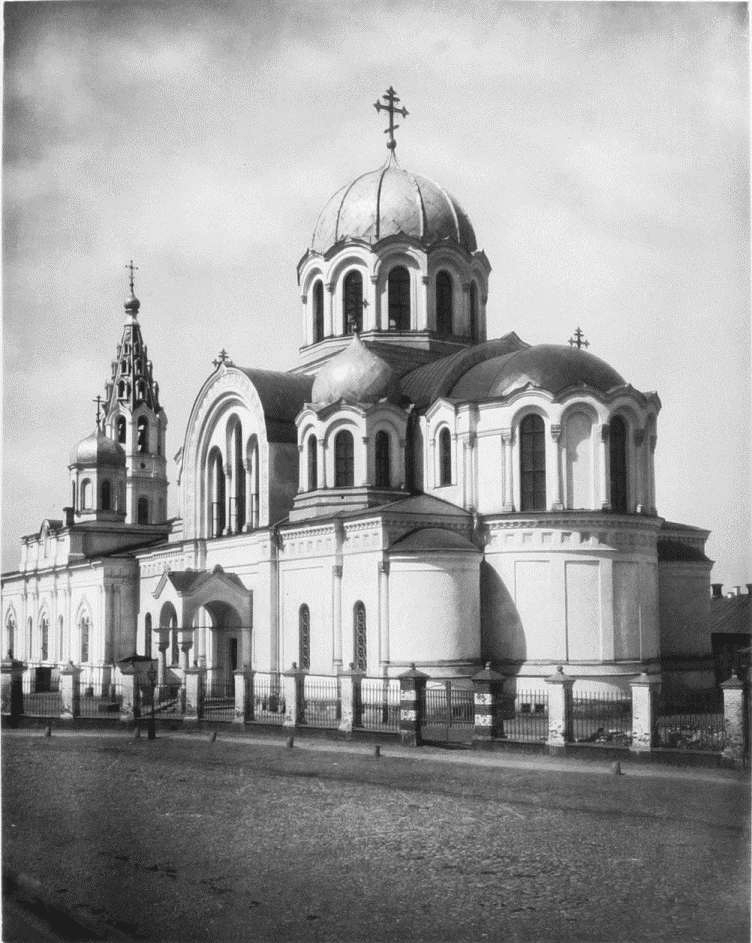
Église ND de Kazan de la Porte de Kalouga (Moscou), 1882, détruite
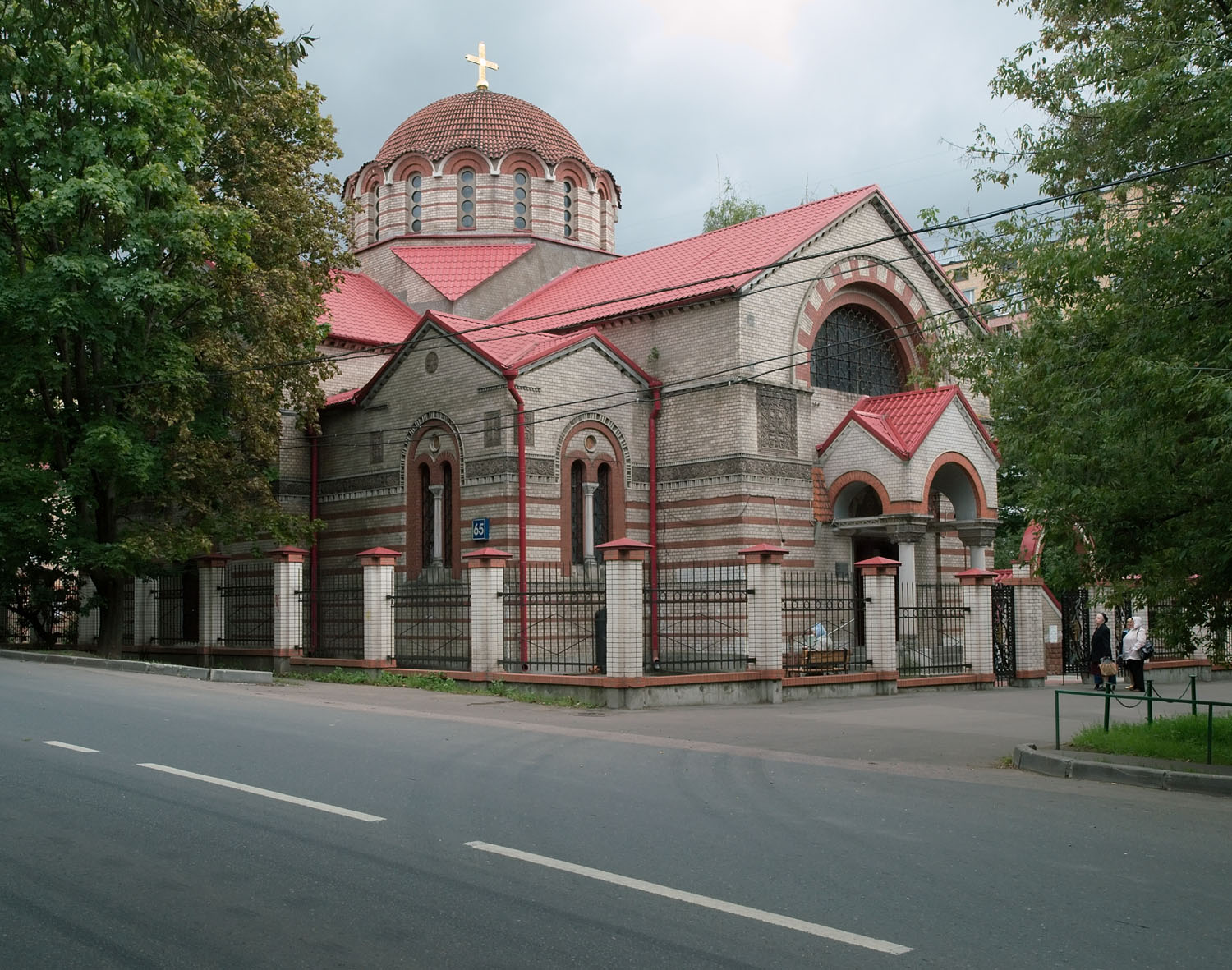
Église ND du Signe de Kountsevo (Moscou) 1911
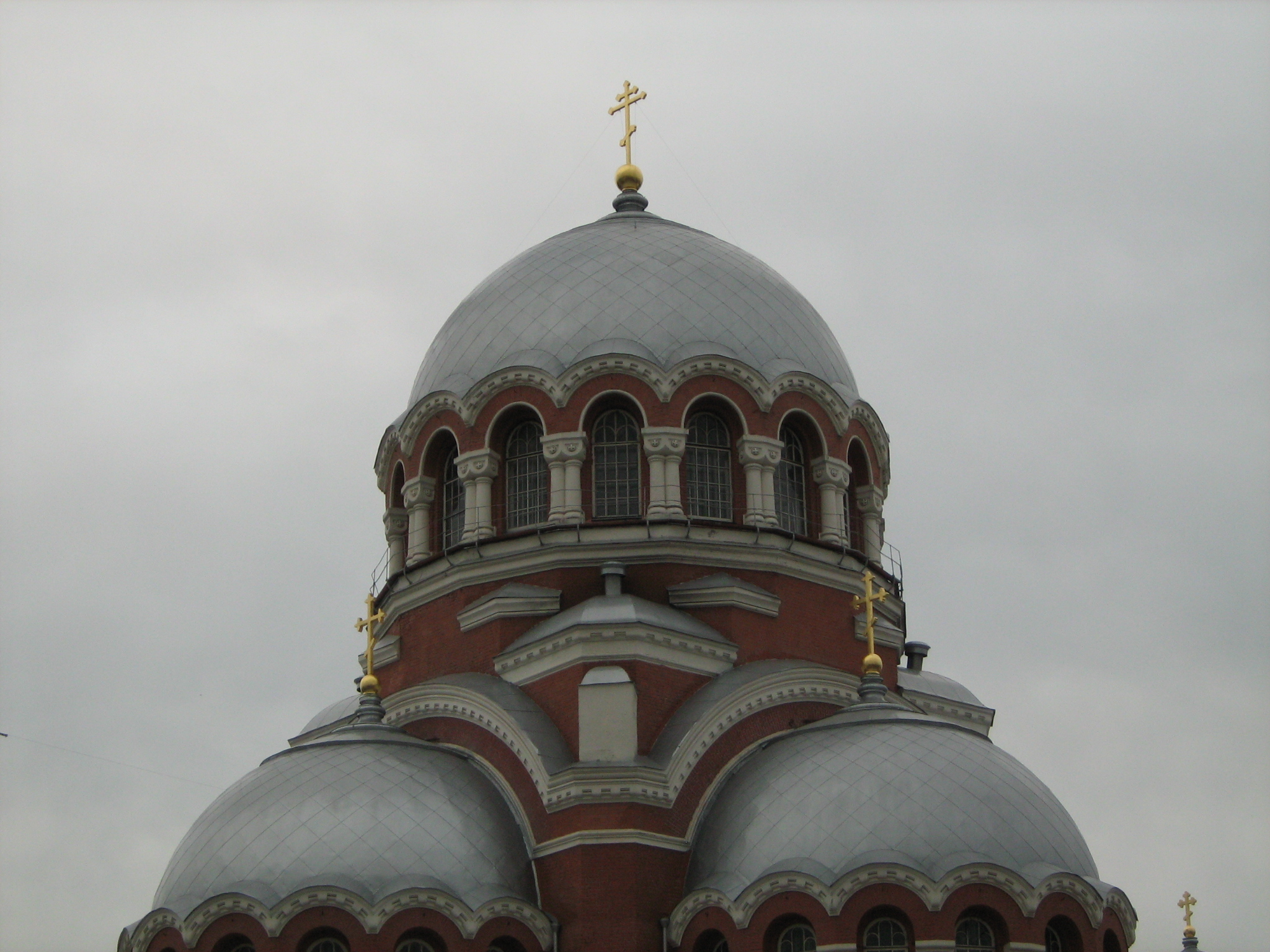
Cathédrale de la Transfiguration de Sormovo, 2008
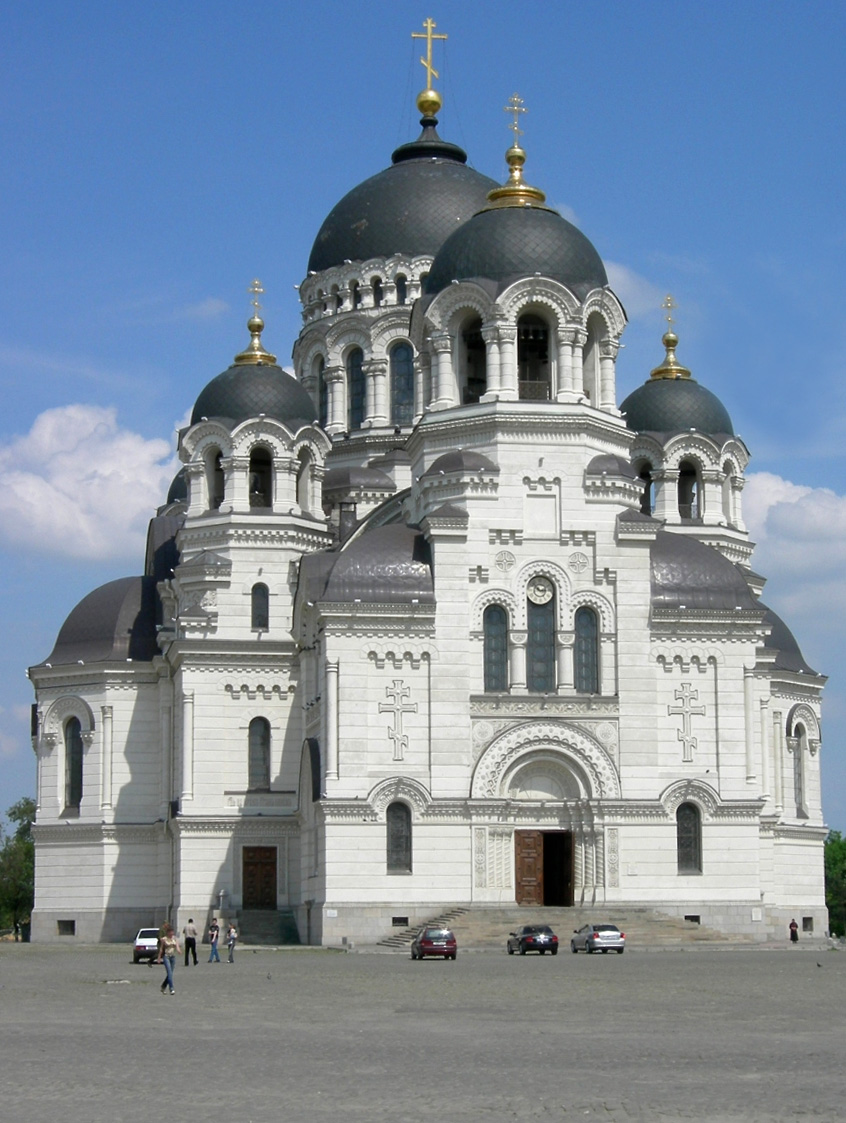
Cathédrale de l'Ascension de Novotcherkassk, 1904
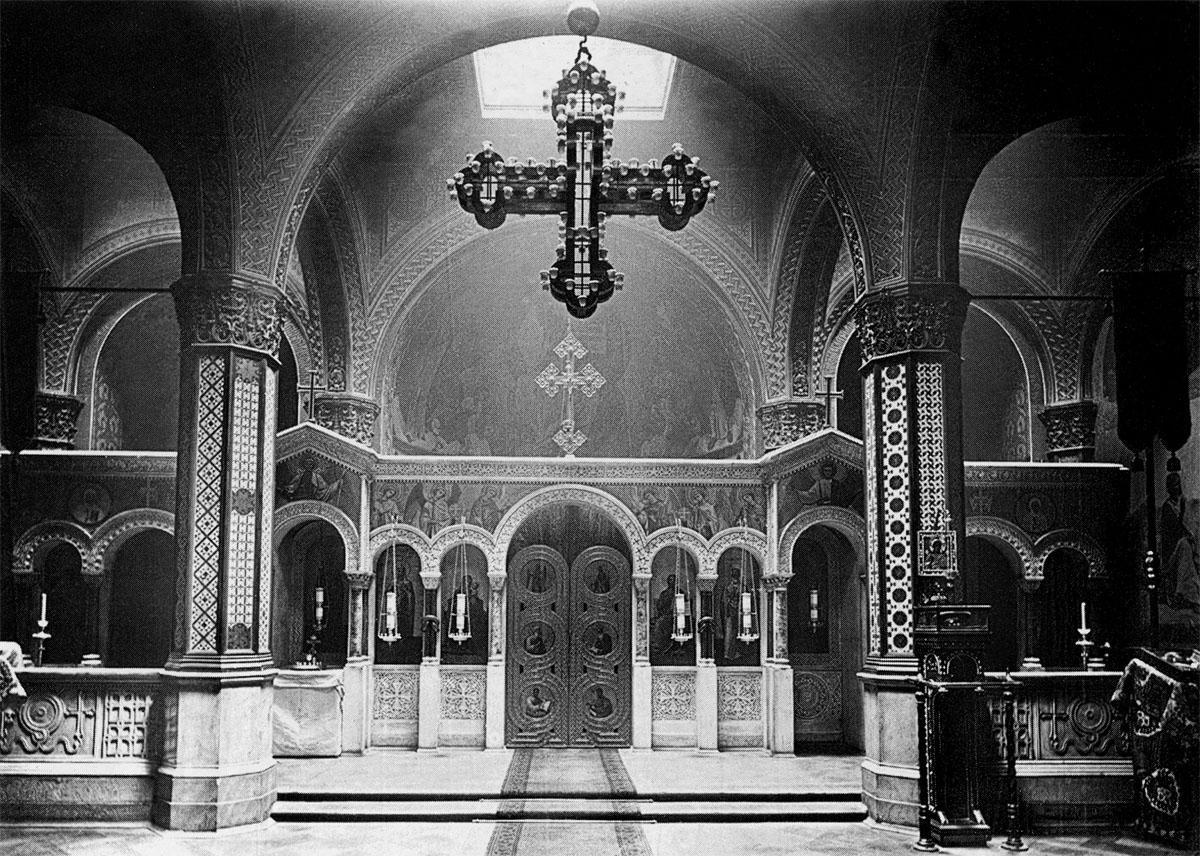
Intérieur de la chapelle du Palais Marie par Gagarine (1860)
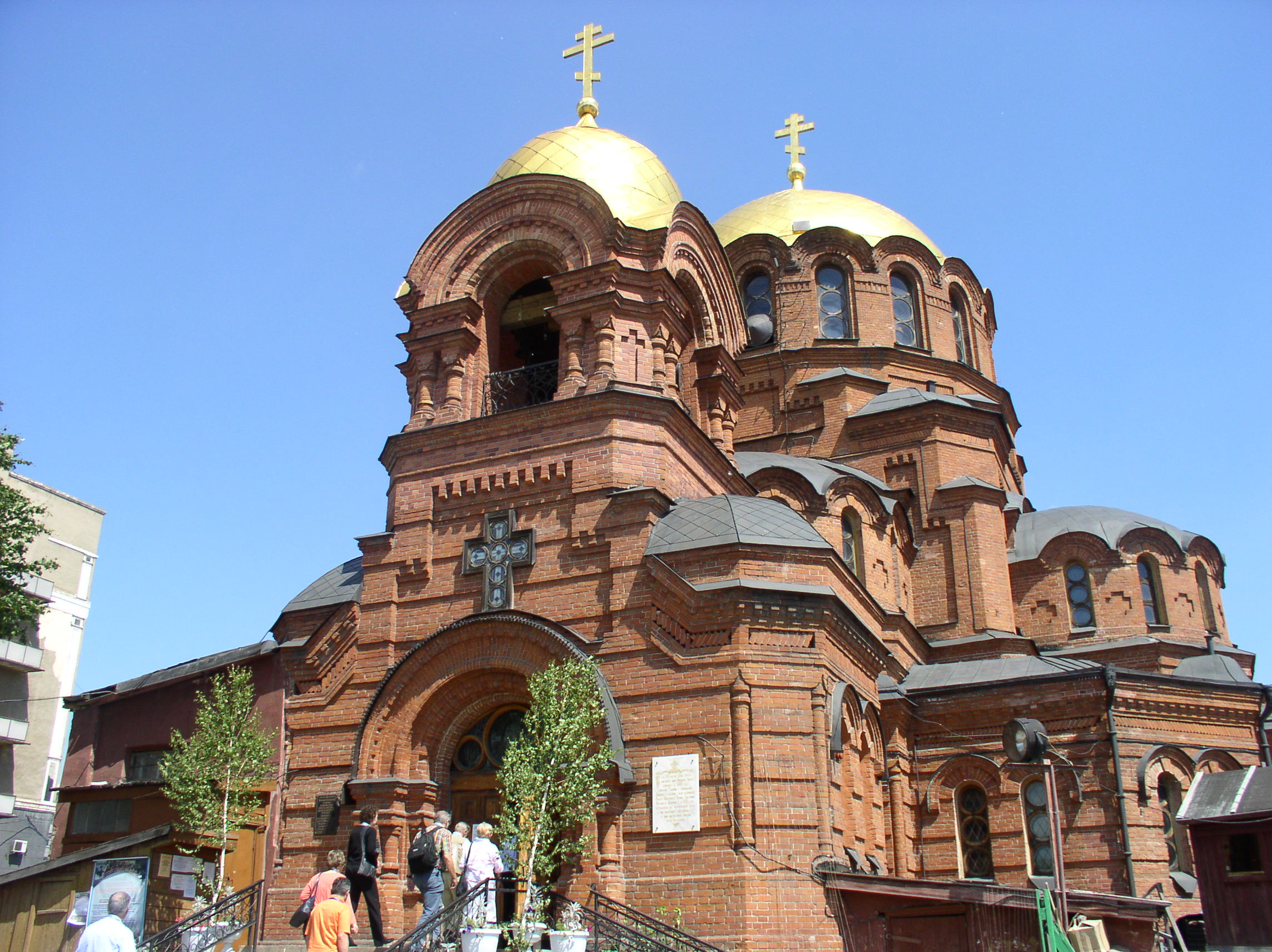
Cathédrale Saint-Alexandre-Nevsky de Novossibirsk construite en 1896-1899
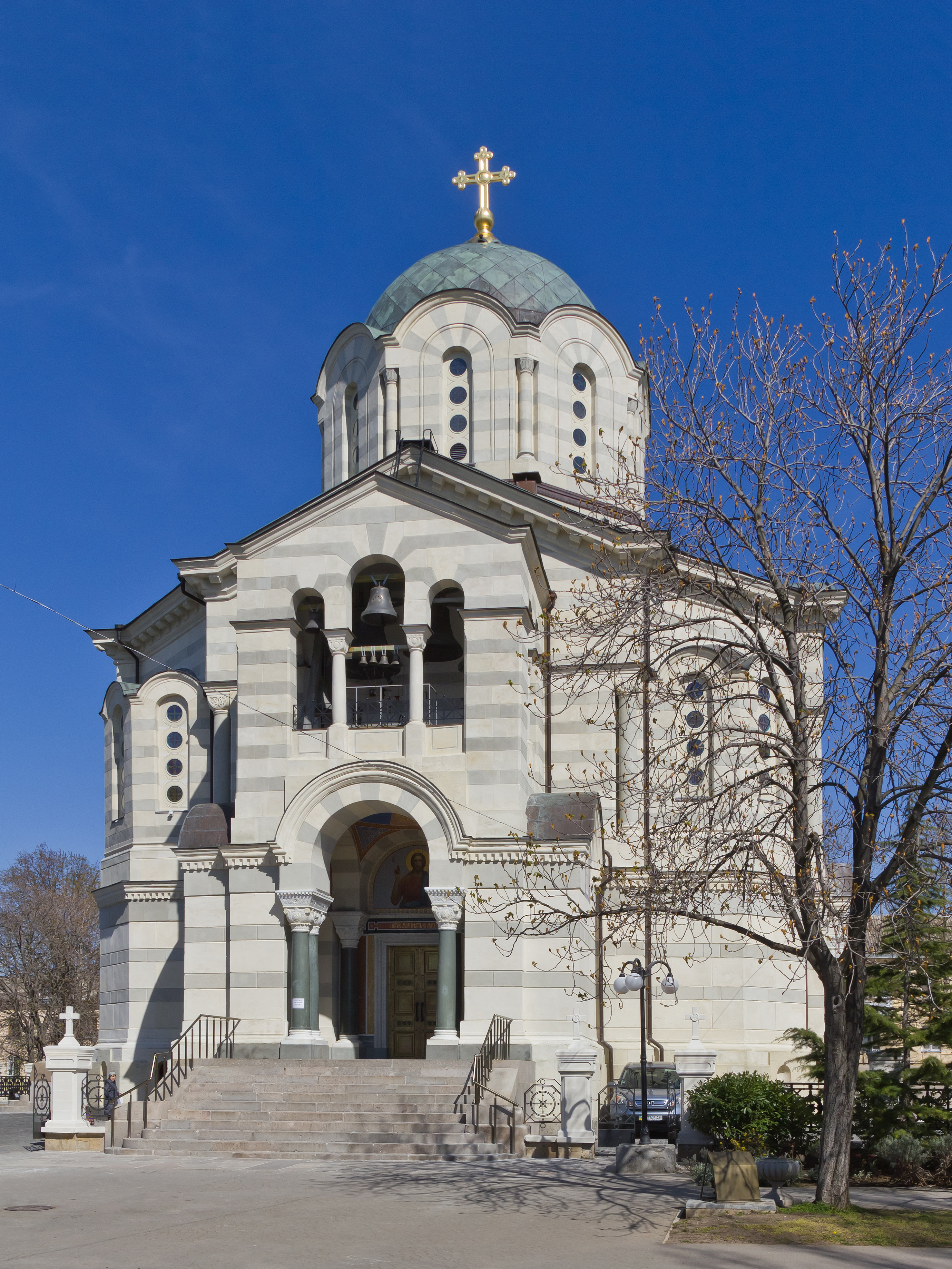
Cathédrale Saint-Vladimir de Sébastopol construite en 1873-1888